# 兵庫日産自動車
兵庫日産自動車株式会社（ひょうごにっさんじどうしゃ）とは、兵庫県神戸市に本社を置く、日産自動車の販売会社である。

## 概要
2007年に日産サティオ兵庫と合併した。そのためか、中古車販売店舗はレッド&ブルーステージである。

## 沿革
- 1944年7月14日 - 兵庫日産自動車株式会社設立。
- 1959年11月 - 兵庫日産モーター株式会社設立。
- 1968年6月 - 日産サニー兵庫販売株式会社（後の日産サティオ兵庫）設立。
- 2003年4月 - 兵庫日産モーター株式会社と合併。
- 2007年10月1日 - 販売会社再編により株式会社日産サティオ兵庫と合併。
- 2019年10月1日 - 日産但馬販売を合併。

## 兵庫県内の他日産車販売店
- 日産プリンス兵庫販売
- 日産大阪販売

## 事業所

### 兵庫日産自動車
神戸市東灘区
- 御影店/神戸市東灘区御影塚町2丁目13-2
- 東灘店/神戸市東灘区住吉南町2丁目10-21
- 灘店/神戸市東灘区御影塚町4丁目3番27号
- 本山店/神戸市東灘区本山中町4丁目2番3号

神戸市兵庫区
- 兵庫店/神戸市兵庫区上沢通4丁目2-3

神戸市長田区
- 長田店/神戸市長田区二番町4丁目50

神戸市須磨区
- 高倉台店/神戸市須磨区多井畑池ノ奥上7番地1
- 須磨店/神戸市須磨区鷹取町1丁目1-1
- 北須磨店/神戸市須磨区友ヶ丘7丁目1-2

神戸市垂水区
- 垂水店/神戸市垂水区千鳥ヶ丘1丁目5-15
- 舞子店/神戸市垂水区西舞子2丁目13番30号
- 名谷店/神戸市垂水区名谷町梨原2364-1

神戸市北区
- 岡場店/神戸市北区有野中町1丁目10番1号
- 鈴蘭台店/神戸市北区星和台1丁目34-3
- 鈴蘭台北店/神戸市北区鳴子2丁目1番1号

神戸市中央区
- HAT神戸店/神戸市中央区脇浜町3丁目1-18
- 中央店 (本社)/神戸市中央区北本町通5丁目2番24号

神戸市西区
- 玉津店/神戸市西区玉津町小山180-1
- 明石中央店/神戸市西区玉津町西河原9番地
- 明石店/神戸市西区玉津町西河原2-1

姫路市
- 飾磨店/姫路市飾磨区恵美酒149番地
- 田寺店/姫路市山吹2丁目36番2号
- 姫路今宿店/姫路市神子岡前2丁目1-11
- 姫路神屋店/姫路市幸町5
- 姫路東店/姫路市御国野町国分寺56-1
- 姫路南店/姫路市飾磨区蓼野町153番地

尼崎市
- 尼崎杭瀬店/尼崎市杭瀬北新町4丁目1-1
- 尼崎西店/尼崎市大庄北3丁目29-15
- 尼崎店/尼崎市尾浜町1丁目30番1号

明石市
- 明石西店/明石市魚住町金ヶ崎226-2

西宮市
- 甲東園店/西宮市下大市東町25-19
- 上甲子園店/西宮市上甲子園5丁目1番5号
- 西宮店/西宮市神楽町12-3

洲本市
- 洲本店/洲本市桑間531-1
- 淡路店/洲本市桑間260番地1

伊丹市
- 伊丹店/伊丹市北本町3-43
- 伊丹北店/伊丹市鴻池2丁目1-40

相生市
- 相生店/相生市那波野779

加古川市
- 加古川平野店/加古川市加古川町平野243-1
- 東加古川店/加古川市平岡町新在家72
- 加古川南店/加古川市別府町別府894-1

赤穂市
- 赤穂店/赤穂市中広66番地4

宝塚市
- 宝塚南店/宝塚市小浜2丁目2-23
- 宝塚北店/宝塚市旭町3丁目2番6号

三木市
- 三木店/三木市福井2138番地1
- 三木東店/三木市別所町小林657

高砂市
- 高砂竜山店/高砂市竜山2丁目1-12
- 高砂中島店/高砂市中島3丁目8番5号

川西市
- 川西久代店/川西市久代2丁目1-1
- 川西多田店/川西市多田桜木1丁目8番8号
- 川西店/川西市平野3丁目3番40号

三田市
- 三田店/三田市武庫が丘7丁目7番2号
- 三田東店/三田市川除151番地1

丹波市
- 柏原店/丹波市柏原町下小倉261-1
- 柏原北店/丹波市柏原町柏原2932番地1

加東市
- 滝野西店/加東市上滝野420番地
- 滝野店/加東市新町269-1

神崎郡福崎町
- 福崎店/神崎郡福崎町南田原2218-1

揖保郡太子町
- 太子店/揖保郡太子町鵤1321-13
- 太子北店/揖保郡太子町鵤930番地1
- 日産カーパレス神戸北/神戸市北区有野中町3丁目1-21
- 日産カーパレス姫路/姫路市東今宿3-8-27
- 日産カーパレス明石/明石市魚住町金ヶ崎白割226-2
- 日産カーパレス相生/相生市那波野779
- 日産カーパレス三木/三木市別所町小林578-4

### ルノー
- ルノー西宮/西宮市神楽町12-10
- ルノー神戸/神戸市須磨区友が丘7丁目1-2

## 著名な関係者
- 田中武宏 - 野球選手。現役時代は、日産自動車硬式野球部に所属し、引退後に同社に営業職として出向。垂水営業所で勤務。後に出身校の明治大学硬式野球部監督に就任。